# Taeniophyllum rugulosum
Taeniophyllum rugulosum är en orkidéart som beskrevs av Cedric Errol Carr. Taeniophyllum rugulosum ingår i släktet Taeniophyllum och familjen orkidéer. Inga underarter finns listade i Catalogue of Life.